# Wreckorder
Wreckorder – debiutancki solowy album frontmana Travis – Frana Healy’ego. Wydany 4 października 2010 roku przez prywatną wytwórnie Healy’ego – WreckordLabel. Pracę nad albumem zaczęły się w Berlinie w 2009 roku, natomiast został ukończony na początku 2010 roku w Vermont. Album jest dostępny w wersji standardowej i deluxe, zadebiutował na 76 miejscu w UK Albums Chart

## Lista Utworów
1. „In The Morning” – 2:53
2. „Anything” – 4:14
3. „Sing Me To Sleep” – 3:59
4. „Fly In The Ointment” – 3:13
5. „As It Comes” – 2:45
6. „Buttercups” – 3:56
7. „Shadow Boxing” – 4:35
8. „Holiday” – 3:42
9. „Rocking Chair” – 3:06
10. „Moonshine” – 2:35

Utwory bonusowe
1. „Sierra Leone”
2. „As It Comes” (Demo)
3. „Zebra”
4. „Robot Skit For Comedy Show”

Special Edition Bonus DVD
1. „The Making of Wreckorder”
2. „Bonus Content”